# 龟壁湾褐蛇鳗
龟壁湾褐蛇鳗（学名：Bascanichthys kabeyawan），是蛇鳗科褐蛇鳗属的一种，发现于台湾屏东县车城乡四重溪河口，种小名源自车城乡的旧称。

## 特征
体型细长，模式标本体长（TL）526毫米。头长为体长的4.6%；尾长为体长的52.3%；鳃孔处体高为体长的1.1%；背鰭前距为头长的58.4%；吻长为头长的10.9%；体背面为灰褐色，腹面苍白，形成明显的二色，分界处略低于侧线；肛门前侧线孔104个；脊椎骨结构4-103-224；背鳍起点位于头中部稍后，第4个侧线孔上方。